# 管国忠
管国忠（1952年7月—），傣族，云南盈江人。1978年7月加入中国共产党。云南农业大学农学系植保专业毕业，大学本科学历。历任中共云南省德宏州盈江县委副书记、县长，德宏州副州长、州委副书记、代州长、州长等职。2003年1月当选云南省政协副主席，2008年3月当选全国政协常委。